# Dietmar Sauermann
Dietmar Sauermann (* 25. Februar 1937 in Breslau; † 9. August 2011) war ein deutscher Volkskundler.

## Leben und Wirken
Dietmar Sauermann studierte ab 1957 Germanistik, Geschichte und Geographie an den Universitäten München und  Münster und legte 1963 das Erste Staatsexamen für das Lehramt an Höheren Schulen ab. 1966 wurde er an der Universität Münster bei Bruno Schier mit einer Arbeit zur Volksliedforschung zum Dr. phil. promoviert. Anschließend war er Wissenschaftlicher Assistent am Volkskundlichen Seminar der Universität Münster.
1970 begann er eine Tätigkeit im Landschaftsverband Westfalen-Lippe und übernahm die Geschäftsführung der Volkskundlichen Kommission für Westfalen. Von 1970 bis 1978 war er außerdem Schriftleiter der Rheinisch-westfälischen Zeitschrift für Volkskunde. 1987 erhielt er eine Honorarprofessur an der Universität Münster. 2001 trat er in den Ruhestand.
Schwerpunkte seiner Forschungs- und Publikationstätigkeit waren die westfälische Volkskunde und Kulturgeschichte, die Erzählforschung, die Festforschung, die Geschichte von Vereinen  und biographische Berichte zur allgemeinen Lebensgeschichte und zu besonderen Erlebnissen wie Kriegsgefangenschaft und Vertreibung.

## Schriften
- Historische Volkslieder des 18. und 19. Jahrhunderts. Dissertation. Universität Münster 1966. Aschendorff, Münster 1968.
- Volksfeste in Westfalen. Volkskundliche Kommission für Westfalen, Landschaftsverband Westfalen-Lippe, Münster 1977.
- mit Christiane Homoet, Joachim Schepers: Sterbfallinventare des Stiftes Quernheim. Coppenrath, Münster 1982, ISBN 3-88547-180-9.
- Volkskundliche Forschung in Westfalen 1770–1970. Geschichte der Volkskundlichen Kommission und ihrer Vorläufer. 2 Bände. Coppenrath, Münster 1986.
Band 1: Historische Entwicklung. ISBN 3-88547-302-X.
Band 2: Grundlagenmaterial des Archivs für Westfälische Volkskunde. ISBN 3-88547-303-8.
- mit Renate Brockpähler: „Eigentlich wollte ich ja alles vergessen.“ Erinnerungen an die Kriegsgefangenschaft 1942–1955. Coppenrath, Münster 1992, ISBN 3-88547-812-9.
- Von Advent bis Dreikönige. Weihnachten in Westfalen. Waxmann, Münster 1996, ISBN 3-89325-477-3.
- „Fern doch treu!“ Lebenserinnerungen als Quellen zur Vertreibung und ihrer kulturellen Bewältigung, am Beispiel der Grafschaft Glatz. Elwert, Marburg 2004, ISBN 3-7708-1269-7.

Herausgeberschaft
- Knechte und Mägde in Westfalen um 1900. Volkskundliche Kommission für Westfalen, Landschaftsverband Westfalen-Lippe, Münster 1972.
- Weihnachten in Westfalen um 1900. Volkskundliche Kommission für Westfalen, Landschaftsverband Westfalen-Lippe, Münster 1976.
- Sagen aus Westfalen. Husum-Druck- und Verlags-Gesellschaft, Husum 1980, ISBN 3-88042-094-7.
- Kinder- und Jugendspiele aus Westfalen. Husum-Druck- und Verlags-Gesellschaft, Husum 1981, ISBN 3-88042-137-4.
- Märchen aus Westfalen. Husum-Druck- und Verlags-Gesellschaft, Husum 1984, ISBN 3-88042-250-8.
- Ostern in Westfalen. Coppenrath, Münster 1986, ISBN 3-88547-297-X.
- Damals bei uns in Westfalen. Edition Güth im Landwirtschaftsverlag, Münster-Hiltrup.
Band 1: mit Gerda Schmitz: Alltag auf dem Lande. 1987, ISBN 3-922828-43-4.
Band 3: Vom alten Brauch in Stadt und Land. 1988, ISBN 3-922828-45-0.
- Gute Aussicht. Beiträge und Bilder aus der Frühzeit des Fremdenverkehrs im Sauerland. Güth, Rheda-Wiedenbrück 1990, ISBN 3-922828-48-5.
- Sagenhafte Stätten. Ein Begleiter durch die Sagenwelt Westfalens. Ardey, Münster 1993, ISBN 3-87023-040-1.
- Legenden aus Westfalen. Husum, Husum 1995, ISBN 3-88042-743-7.
- Schwänke aus Westfalen. Husum, Husum 1996, ISBN 3-88042-761-5.
- Sagen aus dem Dreißigjährigen Krieg. Husum, Husum 1998, ISBN 3-88042-858-1.
- Legenden und Sagen aus der Grafschaft Glatz. Husum, Husum 1999, ISBN 3-88042-874-3.
- Sagen aus dem Bergischen Land. Husum, Husum 2001, ISBN 3-88042-997-9.
- Weihnachten im alten Westfalen. Verlag der Nation, Husum 2004, ISBN 3-373-00519-1.
- Weihnachten im alten Schlesien. Verlag der Nation, Husum 2005, ISBN 3-373-00523-X.
- Mein Schulweg. Erinnerungen 1925–1975. Waxmann, Münster 2007, ISBN 978-3-8309-1847-9.